# Funiculì funiculà

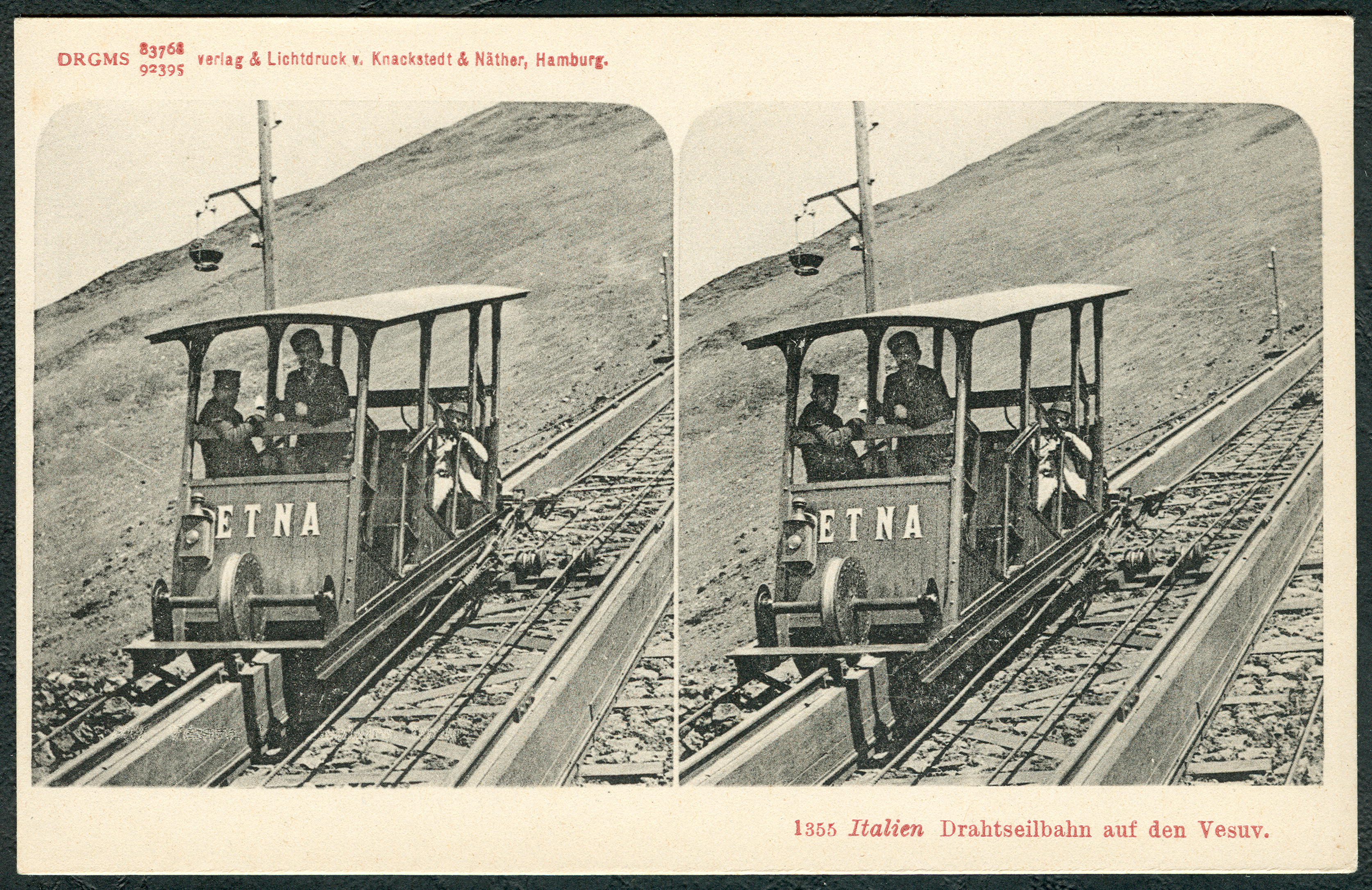
Funicolare na Wezuwiuszu, publikacja: Knackstedt & Näther, ok. 1900

Funiculì funiculà – pieśń neapolitańska, napisana w 1880 roku z okazji inauguracji kolei linowo-terenowej (wł. funicolare), prowadzącej na szczyt Wezuwiusza. Jest jedną z najbardziej znanych pieśni neapolitańskich.

## Historia
Pieśń „Funiculì funiculà” powstała w 1880 roku z okazji inauguracji kolei linowo-terenowej (wł. funicolare), prowadzącej na szczyt Wezuwiusza. Muzykę napisał Luigi Denza, a tekst Giuseppe Turco. Pieśń, zaprezentowana w tym samym roku na festiwalu w Piedigrotta, stała się przebojem i jej wydawca Casa Ricordi sprzedał w rok milion egzemplarzy jej nut. Utrzymana w rytmie ówczesnej taranteli stała się pierwszą pieśnią neapolitańską, która zyskała międzynarodowy rozgłos. Utwór został później mylnie wzięty za piosenkę ludową przez Richarda Straussa i Nikołaja Rimskiego-Korsakowa. Richard Strauss wykorzystał temat pieśni w finałowej części skomponowanego w 1886 roku poematu symfonicznego Aus Italien, Op. 16 (TrV 147), zatytułowanej Neapolitanisches Volksleben. Nie wiedział, że pieśń skomponował jeden ze współczesnych mu kompozytorów. Nikołaj Rimski-Korsakow z kolei wykorzystał motyw pieśni w utworze orkiestrowym „Neapolitanskaja piesenka”, skomponowanym w 1907 roku.
W 1921 roku Arnold Schönberg dokonał transkrypcji pieśni na głos, klarnet, mandolinę, gitarę, skrzypce, altówkę i wiolonczelę.
W Polsce transkrypcji pieśni na głos i fortepian dokonała w 1959 roku Irena Garztecka. Tekst przetłumaczył Tadeusz Śliwiak.

## Wykonania

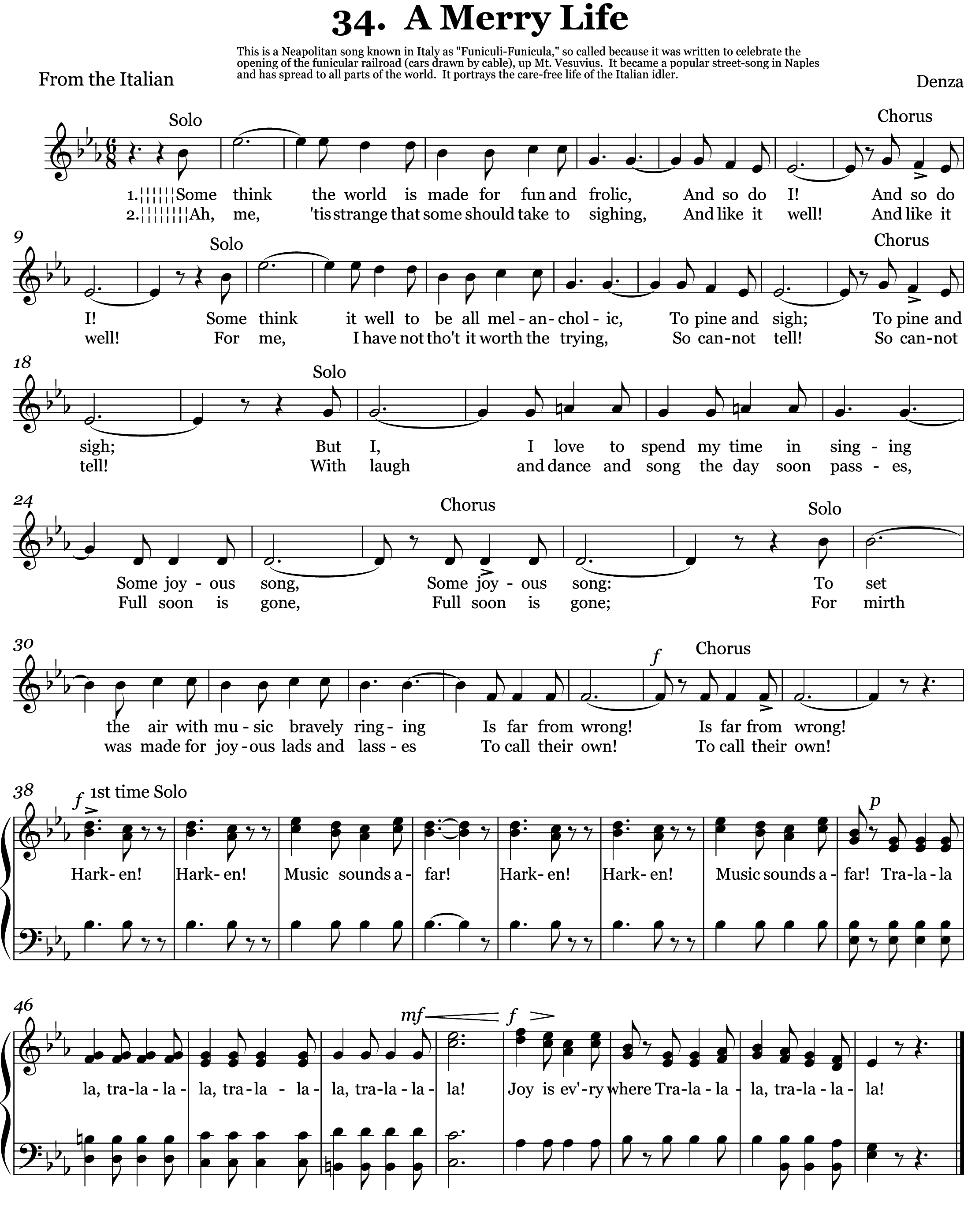
Jedno z tłumaczeń na jęz. ang., pod tytułem A Merry Life

Pieśń doczekała się licznych wersji, w tym tłumaczeń. Wykonywali ją między innymi: Beniamino Gigli (1928), Sergio Bruni (1952), Tito Schipa (1955), Mario Lanza (1959), Roberto Murolo (1963), Anna German (1967), James Last (1968), Claudio Villa (1973), Luciano Pavarotti (1979), Haruomi Hosono (1982), Giuseppe Di Stefano (1989), Tomasz Białek (2018). 